# Klein Vrystaat
1886–1891
Entités précédentes :
- Population Swazi

Entités suivantes :
- République sud-africaine

Klein Vrystaat (« petit état libre » en Afrikaans) fut le nom d'une petite et éphémère république boer du XIXe siècle situé dans l'actuelle Afrique du Sud. Elle se situait au nord-est de l'actuelle ville de Piet Retief. 

## Historique
Le Klein Vrystaat fut fondé à partir de terres achetés en 1877 par 2 explorateurs Boers, Ferreira et Maritz, au roi swazi, Mbandzeni Dlamini. Situées à la frontière avec le Transvaal, ces terres avaient une superficie totale de 14 580 hectares et avaient été divisées en parcelles et ouvertes à l'implantation des fermiers Boers par leurs deux acquéreurs. 
La région était dominée démographiquement par les Swazis et ceux-ci considéraient cependant ces terres comme partie intégrante de leur territoire. Cependant, le roi Mbandzeni accepta que les Boers puissent former leur propre conseil de gouvernement, avec ses propres lois. C'est ainsi qu'en 1886, les fermiers boers constituèrent leurs terres en république, appelée "Klein Vrystaat", régie par une constitution et dirigée par un gouvernement. Mbandzeni revint sur son accord, considérant que la souveraineté swazi continuait à s'appliquer sur les terres du Klein Vrystaat. Il demanda néanmoins le paiement d'une rente annuelle de £21 pour laisser les Boers jouir de leur république. À la suite de négociations commencées dès 1888, le Klein Vrystaat incorpora la république sud-africaine du Transvaal en 1891, conformément au terme de la convention du Swaziland (1890) et devint le district de Piet Retief.